# Томас Пейн
То́мас Пейн (англ. Thomas Paine; уроджений Thomas Pain) (29 січня 1736 (9 лютого 1737)—8 червня 1809) — письменник і політичний філософ. Народився в Англії, переїхав до Америки у листопаді 1774 року. На початку 1776 року видав памфлет «Здоровий глузд», який заохотив багатьох американців підтримати війну за незалежність. Під час війни його памфлет «Американська криза» сприяв підтримці революції та надихав вояків Континентальної армії.

## Життєпис
Виходець із бідної фермерської англійської сім'ї, 1774 року залишив Англію і прибув до Філадельфії, де розпочав активну діяльність. У 1775 році став редактором «Пенсільванського журналу». Його статті приваблювали сміливими та оригінальними ідеями, а публікації, спрямовані проти работоргівлі, викликали інтерес філософа Бенджаміна Раша. Пейн брав активну участь в американській боротьбі за незалежність від Англії та як публіцист-пропагандист ідей незалежності й безпосередньо як доброволець революційної армії.
У різко викривальному памфлеті «Здоровий глузд» рішуче виступив проти влади англійського короля Георга ІІІ, назвавши його «коронованим розбійником».
У памфлеті Пейн доводить закономірність набуття незалежності колоніями і необхідність війни проти Англії, позаяк Англія силою утримує колонії в рабстві, колоністи мають право на насилля відповісти насиллям і шляхом революційної війни за незалежність знищити владу англійської корони. У період перебування в лавах республіканської армії Томас Пейн написав ряд прокламацій під назвою «Американська криза», в яких енергійно закликав американський народ до боротьби за незалежність. «Американська криза» відіграла велику роль у піднесенні морального духу бійців американської армії.
Статті Пейна надихали повстанців, вселяли віру в перемогу в боротьбі за незалежність їх батьківщини. У його статтях вперше з'явилася назва нової держави — «Сполучені Штати Америки». Ці статті передруковували інші газети, які агітували за незалежність. Всіляко сприяв цьому головнокомандувач американської армії Джордж Вашингтон.

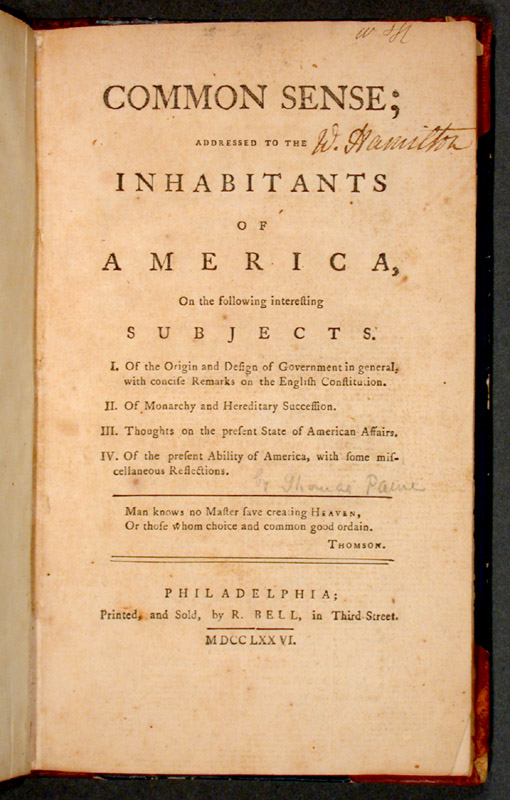
Книга «Здоровий глузд» видана у 1776

У 1781 році Пейн брав участь у складі делегації, що вела переговори від імені повсталих колоній, з урядом Франції про надання допомоги в боротьбі проти Англії. За службу країні отримав від штату Нью-Йорк будинок неподалік від Нью-Рошеля, а конгрес США і штат Пенсільванія за заслуги перед революцією надали йому грошову допомогу. Пейн працював у науці, брав участь у політичному житті США. Навесні 1787 року переїхав до Парижа для реалізації власного проекту будівництва моста. Але цього зробити не вдалося, і він прибув до Англії, де 1790 року міст за його проектом збудували. Пейн продовжував спостерігати за подіями у США та Франції. 1791 року він опублікував памфлет «Права людини», в якому дав оцінку французької революції 1789—1790 рр. Він писав про наступні революції, засуджував монархію як тиранію, стверджував, що монархія і аристократія скоро зійдуть в могилу, — виступав за республіканський устрій. У червні 1791 року видав у Парижі газету «Республіканець», був серед тих революційних діячів, які очолили рух за республіку у Франції.
12 вересня 1792 року Пейн вирушив до Франції, де його обрали до Конвенту. Памфлети й критичні твори американця обурили англійську владу. 18 грудня 1792 англійський суд звинуватив Пейна у змові проти англійської монархії та оголосив його поза законом.
У Франції Пейн мав славу мужнього борця та мученика за свободу і рівність. У серпні 1792 року одержав французьке громадянство. А 21 вересня у Конвенті Пейн разом з усіма депутатами вітав проголошення Франції республікою. У жовтні його призначили членом комітету з розробки нової конституції Франції. Пейн виступив проти смертної кари Людовику XVI, але більшість Конвенту ухвалила рішення про засудження його до страти.
Пейн не підтримував терор якобінців. 28 грудня 1793 року Конвент прийняв декрет, за яким «жоден іноземець не міг бути представником французького народу». Пейна було заарештовано. Його тюремне ув'язнення тривало понад десять місяців і тільки випадковість врятувала його від гільйотини. Пейна звільнили завдяки зусиллям американського посла Монро.
Роки, які провів Пейн у Франції, були заповнені енергійною діяльністю. Він опублікував праці: «Роздуми про первісні держави», «Аграрна справедливість», «Занепад і крах англійської фінансової системи» та інші.
1801 року президентом США став друг Пейна Джефферсон і письменник відплив до Балтімора, де опублікував вісім листів «До громадян Сполучених Штатів», у яких підтримував Джефферсона, відстоював демократичні інститути. Помер 8 червня 1809 у Нью-Йорку.

## Політично-філософські погляди
Учення Пейна про суспільство і державу викладено в його працях «Здоровий глузд», «Права людини», «Аграрна справедливість», де проаналізовано події, очевидцем і учасником яких був автор. Головна тема цих творів — суспільство і держава, їх походження, функції, взаємовідносини. Пейн розумів, що суспільство і держава — два поняття, не тотожні одне одному, що це — «речі не тільки різні, а й різного походження». Між суспільством і державою є істотна відмінність, оскільки перше передує другому. Перше — причина, друге — наслідок. У «Здоровому глузді» Пейн пояснює виникнення суспільства тим, що людині важко жити одній, — беручи до уваги як магістральні умови її існування, так і особливості її психіки. «Сила однієї людини настільки не відповідає її потребам… що вона скоро буде змушена шукати допомоги і полегшення в іншої, котра, в своєю чергою, відчуває потребу в тому ж самому». Цю думку автор неодноразово повторює у своїх працях.
Пейн дійшов висновку, що саме необхідність спільної праці змусила людей згуртуватись у суспільство: «Суспільство створюють наші потреби, а уряд — наші пороки… Суспільство у будь-якому своєму стані є благо, а в гіршому випадку — злом нестерним». Визнаючи об'єктивний характер законів розвитку природи і суспільства, Пейн не розумів специфічних відмінностей між останніми. Перебуваючи під владою механістичного світогляду, він ототожнював їх, вважаючи закони суспільства законами природи. Пейн захищав єдність людського роду, рівність людей, бачив, що в суспільстві є бідні і багаті. «Життя індіанця, — це
постійне свято, порівняно з життям європейського бідняка. Отже, цивілізація призвела до двоякого результату: зробила одну частину суспільства багатшою, а другу — злиденнішою, ніж вони були б, за-
лишившись у природному стані».
Філософ обстоював революційно-демократичне розуміння громадянського договору. «Самі індивіди, кожний згідно зі своїм особистим і суверенним правом, вступає у договір один з одним для утворення уряду; і це єдиний спосіб, яким мають право утворюватись уряди, і єдина основа, на котрій вони вправі існувати». За Пейном, існують три джерела влади: марновірство, сила, загальні інтереси суспільства і загальні права людини. Ці джерела уособлюють: панування духовенства, панування завойовників і панування розуму. Останнє і є республіка. На думку Пейна, «Конституція — реальна річ, вона існує не тільки в уяві, а й у дійсності. Конституція передує державі; держава — це лише породження Конституції. Конституція певної країни є акт не уряду, а народу, який утворює його (уряд)». На принципах Конституції повинні базуватися державна влада, її структура і повноваження; спосіб обрання і тривалість існування парламентів або інших органів, як би їх не називали", словом, усе, що стосується організації громадянського управління і законів, якими вона буде пов'язана. Він писав про поділ влади на виконавчу, законодавчу і судову, про республіку і монархію. В основі його політичного світогляду лежало демократичне тлумачення доктрини природного права, котру він використав для теоретичного обґрунтування права пригноблених на повстання, на збройний опір тиранії. «Народ, — писав Пейн, — в усі часи має властиве йому невід'ємне право знищувати будь-яку форму уряду, котру він вважає невідповідною».
Був противником політики розпалювання війн: «Війна є їх [урядів] ремеслом, грабування і прибутки — їх метою. Якщо така влада продовжує існувати, мир не може бути гарантований ні на один день». Пейн суворо засуджував експлуатацію, характеризував приватну власність як суспільне зло, основу суспільної нерівності. Він писав, що «приватна власність у багатьох випадках є результатом недоплати працівникам, котрі її виробили; внаслідок цього в стародавні часи працівники втратили власність, а підприємці набули владу». Пейн негативно ставився до релігійних догматів. У спеціальній праці «Вік розуму» він піддав гострій критиці Святе Письмо. Ця робота Пейна була названа «Біблією для невіруючих». Загалом, Пейн був представником найрадикальніших демократичних кіл серед борців за незалежність Сполучених Штатів Америки. Його вчення про суспільство і державу було прогресивне, оскільки стверджувало право народу знищувати антинародні режими і встановлювати владу, що відповідатиме народним цілям і потребам.

## Твори
- Paine Th. The Complete Writings of Thomas Paine. Collected and Edited by Philip S. Foner, Ph. D. — N. Y., The Citadel Press, 1945. — Vol. 1-2.

### Переклади українською
- Пейн Т. Права людини. — Львів: Літопис, 2000. — 255 с.

## Нотатки
1. ↑  Conway, Moncure D. (1908). The Life of Thomas Paine. Т. 1. Cobbett, William, Illustrator. G. P. Putnam's Sons. с. 3. Архів оригіналу за 12 червня 2020. Процитовано 2 жовтня 2013. – У тогочасних записах, як зазначив Конвей, дата народження Пейна вказана як 29 січня 1736–37. Поширеною практикою було використання тире або скісної риски для відокремлення року за старим стилем від року за новим стилем. За старим календарем новий рік починався 25 березня, а не 1 січня. Отже, дата народження Пейна мала бути перед Новим роком, 1737. За новим стилем дата його народження зсувається на одинадцять днів, а рік збільшується на один. до 9 лютого 1737. Посилання O.S. дає більше деталей, якщо потрібно.